# Роккафьорита
Роккафьорита (італ. Roccafiorita, сиц. Roccaciurita) — муніципалітет в Італії, у регіоні Сицилія,  метрополійне місто Мессіна.
Роккафьорита розташована на відстані близько 500 км на південний схід від Рима, 170 км на схід від Палермо, 38 км на південний захід від Мессіни.
Населення — 209 осіб (2014).
Щорічний фестиваль відбувається 19 березня. Покровитель — San Giuseppe.

## Демографія
Населення за роками:

Станом на 1 січня 2023 року в муніципалітеті офіційно проживав 1 іноземець (громадянин Німеччини).

## Сусідні муніципалітети
- Антілло
- Ліміна
- Монджуффі-Мелія